# Aldo Rizzi
Aldo Rizzi (Udine, 14 gennaio 1927 – Udine, 22 ottobre 1996) è stato uno storico dell'arte e giornalista italiano, direttore dei musei civici di Udine, docente di storia dell'arte e conservatore della Villa Manin di Passariano.

## Biografia
Laureatosi in materie letterarie nel 1952, due anni dopo viene messo a capo del gabinetto del sindaco di Udine Centazzo.
Nel 1958 venne nominato direttore dei Civici Musei udinesi, incarico che coprì fino al 1985.
Si mise in luce come saggista e storico dell'arte, con opere su Luca Carlevarijs e Giambattista Tiepolo.
Dal 1972 (fino al 1993) fu conservatore della Villa Manin di Passariano, che contribuì a salvare ed a riqualificare: vi organizzò la mostra del Tiepolo che attirò in pochi mesi 325.000 visitatori.
Specialista dell'arte veneta barocca e di quella friulana, conosciuto internazionalmente, è stato autore di saggi e articoli per un totale di 375 titoli.
Ricordiamo, oltre a quelle già menzionate, le monografie di Antonio Carneo, Sebastiano Bombelli, Nicola Grassi (o Nicolò Grassi), Sebastiano Ricci, e opere sull'arte in Friuli ed a Udine. Organizzò mostre, grandi e piccole, locali e internazionali. Ideatore delle  Biennali d'arte, fu anche Fondatore dell'Ente Manifestazioni Udinesi, contribuì a costituire l'Associazione Amici dei Musei. Ha inoltre ricoperto diversi incarichi di responsabilità, collaborando anche alle rispettive pubblicazioni, in alcuni importanti sodalizi: Società Filologica Friulana, Deputazione di Storia Patria, Accademia di Scienze Lettere e Arti, Face, Ateneo Veneto. Per una più ampia disamina si rimanda  alla pubblicazione monografica e al convegno dedicato dalla rivista dell'Università di Venezia  Arte Documento nel 2007: "Un'identità: custodi dell'arte e della memoria: studi, interpretazioni, testimonianze in ricordo di Aldo Rizzi" a cura di G. Pilo, L. De Rossi e I. Reale.

## Opere principali
- Bombelli e Carneo, 1964
- Disegni del Tiepolo, 1965
- Il Settecento, 1967
- Il Seicento, 1968
- Mostra della Pittura Veneta del Seicento, 1968
- Il Palazzo della Provincia, 1969
- La grafica del Tiepolo: le acqueforti 1971, anche in inglese: The etchings of the Tiepolos. 1972
- Tiepolo, 1971
- La Villa Manin di Passariano, 1971
- Dalla Preistoria al Gotico, 1975
- Disegni del Bison, 1976
- Il Friuli, 1976, tradotto in 4 lingue
- La Villa dell'ultimo Doge, 1976
- Il Friuli-Venezia Giulia, 1979, anche in inglese
- Il Quattrocento e il Cinquecento, 1979
- Udine piante e vedute, 1983
- Udine tra storia e leggenda nell'arte e nell'iconografia, 1983
- Sebastiano Ricci, 1986
- I Tiepolo a Udine, 1996